# Флаг Фёдоровского
Флаг муниципального образования городское поселение Фёдоровский Сургутского района Ханты-Мансийского автономного округа — Югры Тюменской области Российской Федерации.
Ныне действующий флаг утверждён 14 июля 2008 года и внесён в Государственный геральдический регистр Российской Федерации с присвоением регистрационного номера 4194.
Флаг является официальным символом муниципального образования городское поселение Фёдоровский.

## Описание флага
Первый флаг поселения был утверждён 17 июня 2008 года решением Совета Совета депутатов городского поселения Фёдоровский № 133. 14 июля 2008 года, решением Совета Совета депутатов городского поселения Фёдоровский № 135, на основании Решения Геральдического совета при Президенте Российской Федерации от 26 июня 2008 года о приведении проектов герба и флага городского поселения Фёдоровский в соответствие правилам геральдики («правило тинктур» — никогда не помещать финифть на финифть, а металл на металл), в рисунок герба и, соответственно, флага были внесены изменения. Чёрная капля была заменена на золотую (жёлтую), золотая (жёлтая) белочка — на чёрную. Описание флага осталось неизменным:

Прямоугольное полотнище с отношением ширины к длине 2:3, воспроизводящее композицию герба городского поселения Фёдоровский в зелёном, синем, жёлтом и чёрном цветах.

## Символика флага
Геральдическое описание герба городского поселения Фёдоровский, утверждённого решением от 17 июня 2008 года, гласило:

В рассечённом зелёном и лазоревом (синем, голубом) поле чёрная капля, обременённая золотой сидящей белкой.

После изменений, внесённых решением от 14 июля 2008 года, описание герба гласит:

В рассечённом зелёном и лазоревом (синем, голубом) поле золотая (жёлтая) капля, обременённая чёрной сидящей белкой.